# Ван Чжэнвэй
Ван Чжэнвэй (род. в июне 1957 г., НХАР) — заместитель председателя ВК НПКСК 12 и 13-го созывов, член ЦК КПК.
Член КПК с октября 1981 года, член ЦК КПК 164 пленум, 17, 18 созывов (кандидат 16 созыва).
По национальности хуэец.
Окончил университет Нинся в 1982 году. Получил докторат в 2003 году в Центральном университете национальностей в Пекине.
В 2007—2013 гг. председатель регионального правительства Нинся-Хуэйского автономного района (НХАР) (Северо-Западный Китай).
С марта 2013 года председатель Государственного комитета по делам национальностей КНР и одновременно также с марта 2013 года зампред ВК НПКСК 12-го созыва. Самый молодой из 23 зампредов и один из семи из них одновременно членов ЦК КПК.
Будучи назначенным в состав Госсовета КНР нового созыва оказался в нём самым молодым членом, одним из восьми новоназначенных членов и одним из трёх состоящих одновременно зампредами ВК НПКСК.